# 以色列余民會堂

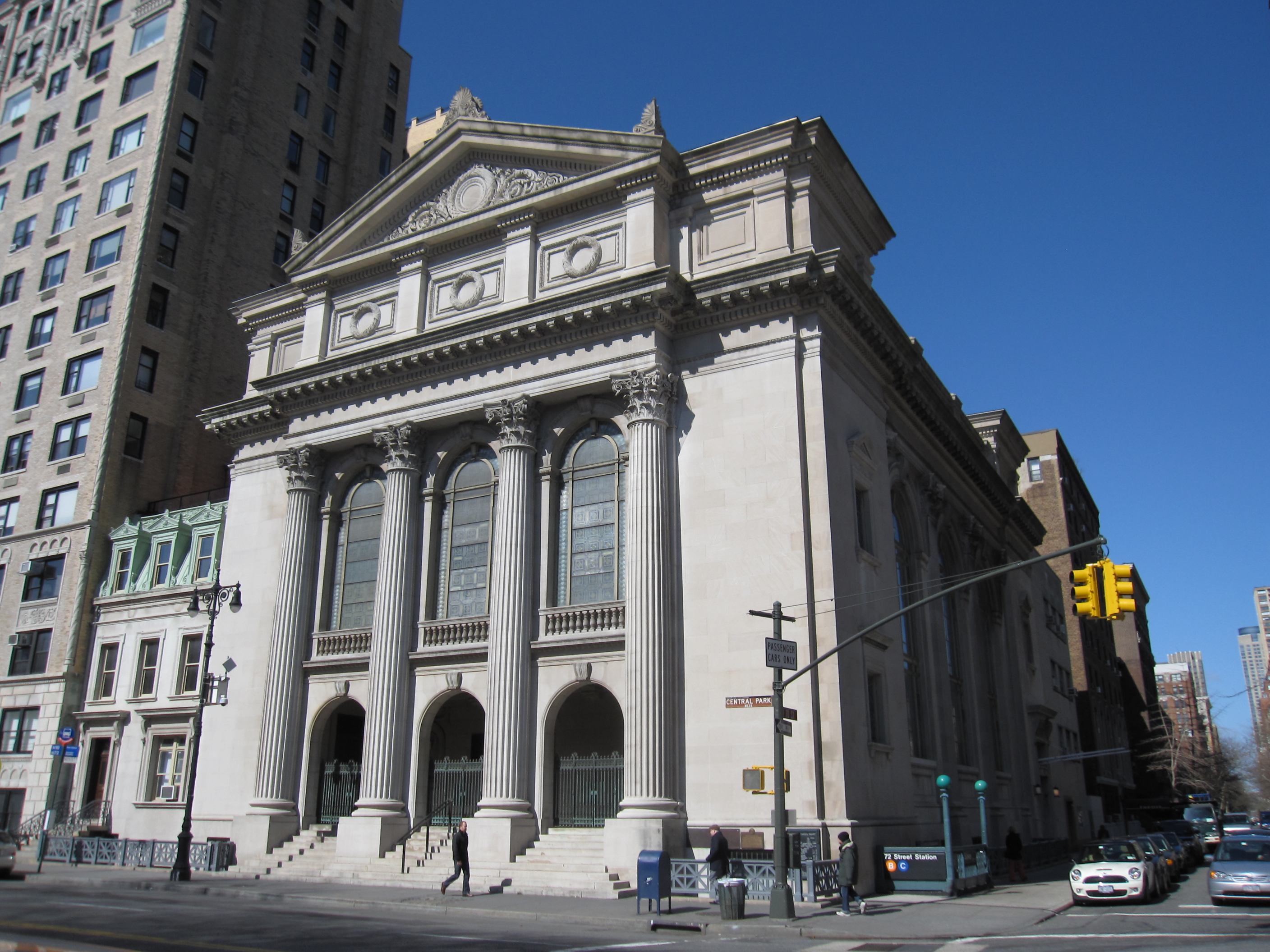

以色列余民會堂（英語：Congregation Shearith Israel，希伯來語： קהילת שארית ישראל Kehilat She'arit Yisra'el "Congregation Remnant of Israel"），又稱西班牙和葡萄牙猶太會堂，是美國紐約市的一座猶太會堂。這座猶太會堂是紐約最古老的猶太會堂，创建于1654年。在1825年之前 ，這座會堂是紐約唯一的猶太會堂。
以色列余民會堂位于中央公园西，西70街2号。

## 外部連結
维基共享资源上的相關多媒體資源：以色列余民會堂
- Official Site（页面存档备份，存于）